# Complesso di San Firenze
Il complesso di San Firenze, situato nell'omonima piazza, è uno dei rari esempi di stile barocco nel centro di Firenze, il più importante del periodo tardo di questo stile. È stato a lungo occupato dal tribunale e dagli uffici giudiziari, tranne la chiesa di San Filippo Neri, sempre officiata. Dopo il trasferimento nel palazzo di Giustizia di Novoli, il complesso è ritornato nella disponibilità del Comune in quanto proprietario, e alcuni spazi sono stati usati per occasionali eventi, nell'attesa di un restauro globale. Dal luglio 2017 ospita il Centro internazionale per le arti dello spettacolo Franco Zeffirelli, che raccoglie l'intero patrimonio artistico e culturale del maestro.

## Storia

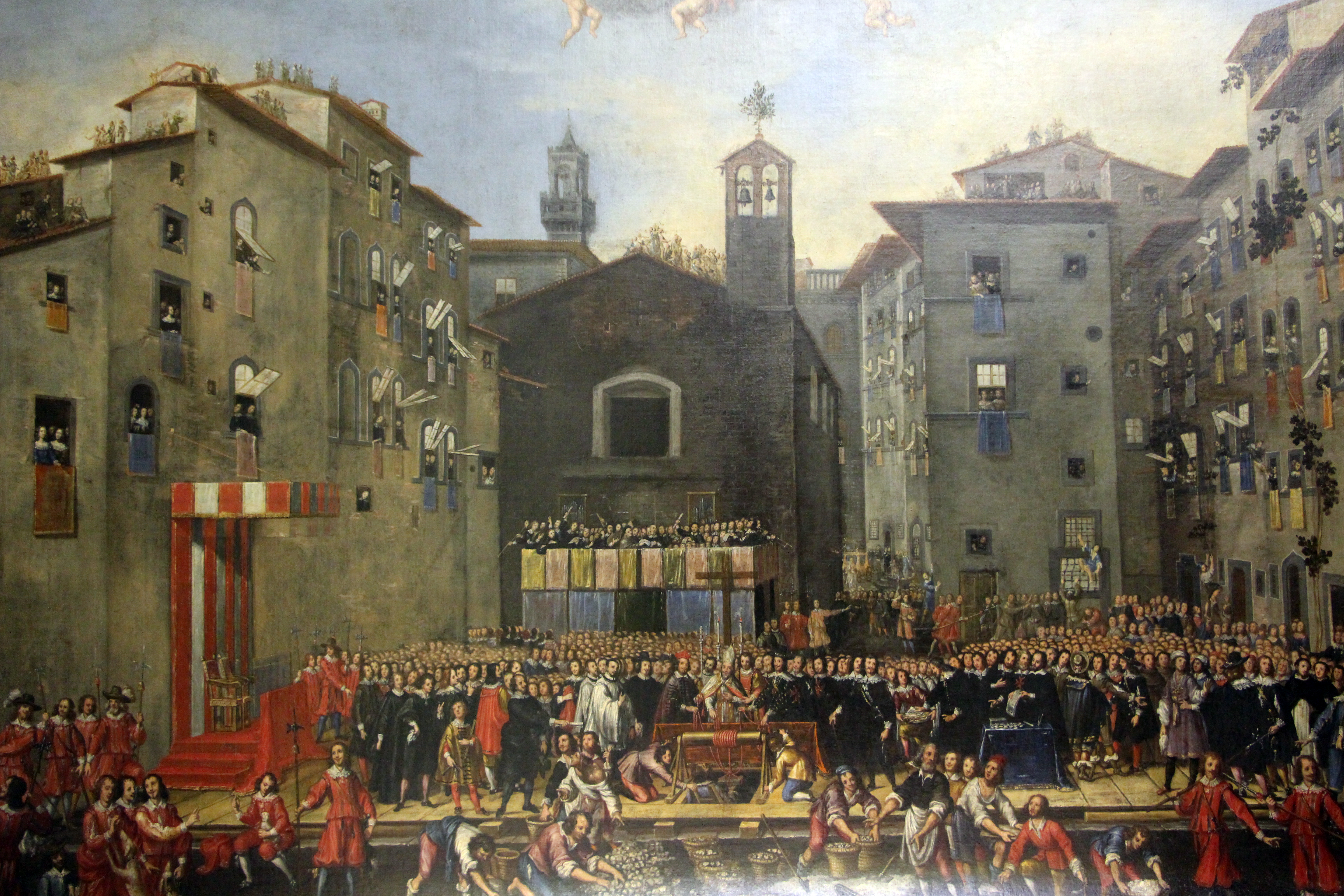
Lorenzo Mariani, Posa della prima pietra del convento di San Filippo Neri in piazza San Firenze, 1651

Nel 1640, i padri Filippini, venuti a Firenze da Roma, ricevettero in dono da papa Urbano VIII l'area che da piazza San Firenze si estende fra borgo dei Greci, via dell'Anguillara fino a via Filippina (che da essi prese poi il nome). Tale zona comprendeva, oltre a case-torri e palazzetti, anche la chiesa di San Firenze (nome che deriva da un leggendario san Fiorenzo martire), ricordata già nel 1174. I filippini volevano creare un ampio complesso - comprendente convento, chiesa e oratorio - dedicato al fiorentino san Filippo Neri, fondatore dell'ordine e canonizzato nel 1622, che fu uno dei protagonisti della Controriforma.
Nel 1645 i padri affidarono l'incarico a Pietro da Cortona, uno dei protagonisti del fastoso periodo del barocco romano, ma si resero presto conto che il progetto presentato dal grande artista era troppo ambizioso per le loro possibilità economiche, pur avendo ricevuto un generoso lascito da Giuliano Serragli, morto nel 1648. Così la commissione, dopo vari tentativi di correzione e ridimensionamento, nel 1667 passò a Pier Francesco Silvani che progettò la chiesa, dirigendone la costruzione.
Dopo la scomparsa del Silvani nel 1715, Ferdinando Ruggieri realizzò la facciata in pietra forte, ispirandosi a quella di San Gaetano in piazza Antinori. La chiesetta originaria fu in un primo momento adibita a oratorio, che secondo l'uso dell'ordine doveva essere separato dalla chiesa. Tale edificio, lungo borgo dei Greci, venne però abbattuto nel 1772, per costruire al suo posto il nuovo oratorio sotto la direzione di Zanobi Del Rosso, concluso nel 1775 e raccordato con una porzione di facciata che replicava, simmetricamente, quella del Ruggieri. Nel frattempo, Giovanni Filippo Ciocchi, con la collaborazione dello stesso Del Rosso aveva costruito fra il 1745 e il 1749 il convento che, estendendosi in tutto l'isolato, raccordò anche chiesa e oratorio.
Fino al 2012 il complesso ha ospitato il Tribunale, spostatosi poi nella sede del nuovo palazzo di Giustizia di Novoli. L'immobile, di proprietà del Comune, è oggi sede del Museo Zeffirelli.

## Descrizione

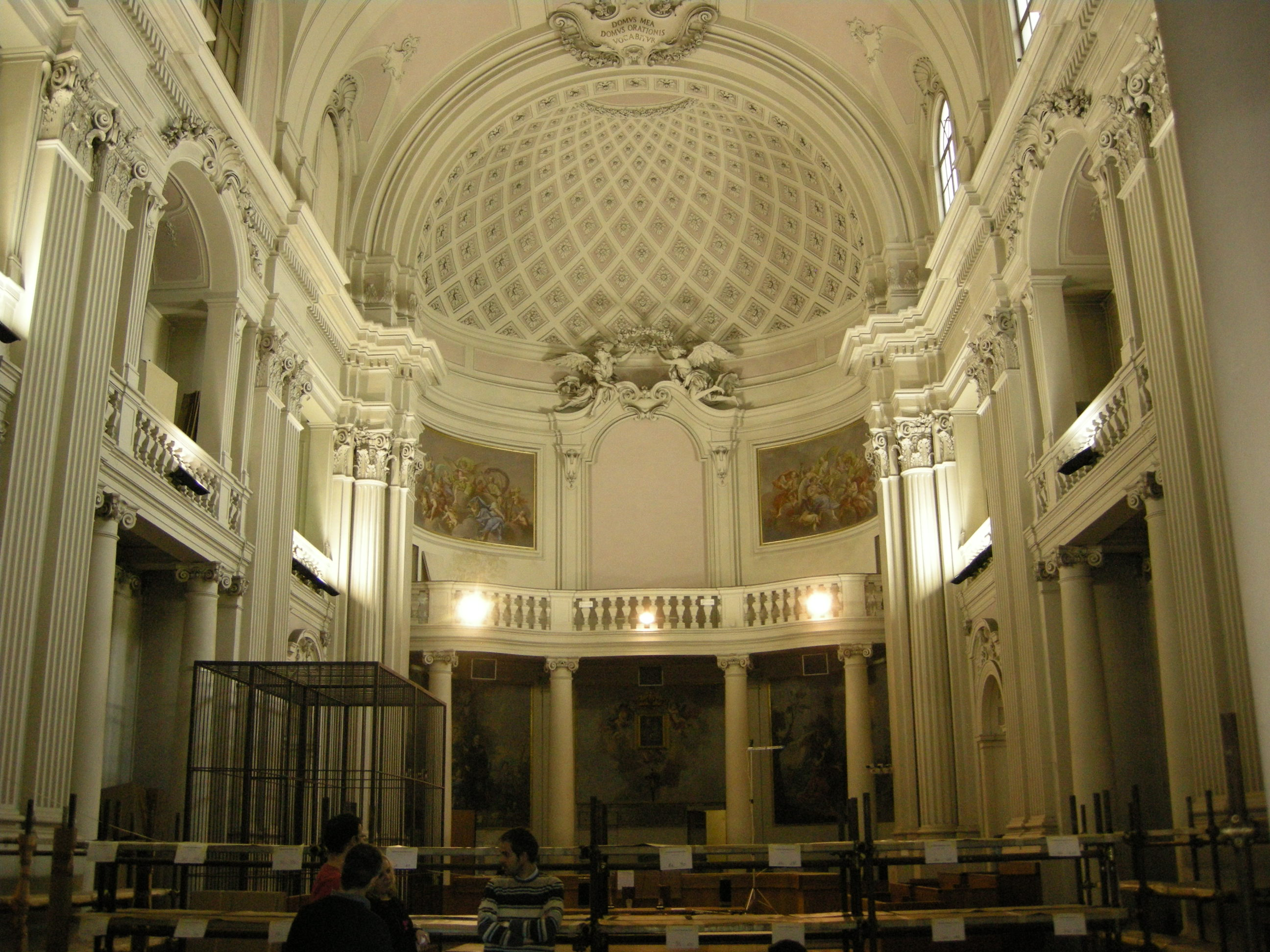
L'oratorio.

Domina il complesso lo stemma del benefattore dei Filippini fiorentini, Giuliano Serragli (in copia, l'originale, per ragioni di sicurezza e di conservazione, è in un loggiato del complesso delle Oblate). Opera di Pompilio Ticciati, mostra lo stemma familiare tra due angeli con trombe (allusive della resurrezione dei corpi, ma anche della Fama), che popolarmente erano chiamate le "trombe della Befana". 
Sul portale della chiesa di San Filippo Neri si trovano le statue della Fede e della Speranza, opere di Gioacchino Fortini (1715). Su quello dell'oratorio invece si trovano Orazione e Umiltà rispettivamente di Pompilio Ticciati e Giovanni Nobili (1775 circa).
Su uno dei portali che danno su Borgo dei Greci, evidentemente destinati a fondaci e magazzini nei sotterranei, si vede un n. 4 inciso; numeri simili dovevano trovarsi anche sopra le altre aperture, ed erano usati come riferimento quando l'istituto religioso dava questi locali in affitto. 

### Interno
La chiesa presenta un interno ornato e arredato, dopo la morte del Silvani, sotto la direzione di Gioacchino Fortini (1715): sue sono le architetture barocche dell'abside e degli altari, nonché le statue del presbiterio raffiguranti la Carità e la Purezza e i primi due bassorilievi con episodi della vita di san Filippo. Marmi, sculture, rilievi, affreschi e tele rispondono a un disegno unitario, così da rendere la chiesa una sorta di galleria dell'arte fiorentina del Sei-Settecento. Agli altari sono opere di Giuseppe Pinzani (San Pietro che comunica Santa francesca Romana), Alessandro Gherardini (Cristo in pietà tra Santi e Angeli) Antonio Puglieschi (Immacolata Concezione e Santi), Matteo Bonechi (Crocifissione e Santi), Tommaso Redi (Fuga in Egitto) e di Anton Domenico Gabbiani (Messa di San Filippo Neri).
L'altare maggiore è di Zanobi del Rosso, mentre due altari laterali sono di Antonio Montauti. Al centro del soffitto a cassettoni è la tela di Giovanni Camillo Sagrestani, la Gloria di san Filippo Neri (1715). Nella semicupola dell'abside il grande affresco di Niccolò Lapi raffigurante la Santissima Trinità con apostoli e santi fiorentini. Nella cappella del Sacramento (di Zanobi del Rosso, 1776) si trova la tomba di Pietro Bini, sacerdote fiorentino, che istituì la congregazione fiorentina dei Filippini. All'altare una madonnina di Carlo Maratta e una tavola attribuita a Giovanni Stradano; nella cupoletta affreschi di Luigi Sabatelli e figli.
L'oratorio, a destra del complesso, già utilizzato come aula del Tribunale (nel soffitto affresco con l'Assunzione della Vergine di Giuliano Traballesi, del 1775), è circondato all'interno da palchi nelle esedre e lungo le pareti laterali, sostenuti da eleganti colonne in stile ionico. Si tratta di cantorie che ricordano la principale funzione dell'ambiente, dove i padri Filippini si dedicavano soprattutto al canto delle laudi. L'oratorio era dunque una sorta di auditorium per la musica sacra che, secondo i precetti di san Filippo Neri, costituiva un'occupazione primaria dei padri, che per questo furono detti anche "oratoriani". Alludono a questa funzione gli Angeli musicanti dipinti in due riquadri ai lati della cantoria, opera di Filippo Burci. Al di sotto della cantoria storie di san Filippo Neri di Gesualdo Francesco Ferri e, al centro, un tempo dietro l'altare principale, una tavola della Madonna col Bambino del XVI secolo, dall'antica chiesa di Sant'Apollinare.

### Lapidi
Sulla sommità della facciata, sotto il monumentale stemma Serragli, si legge: «IVLIANI SERRAGLI / HERED. EX · T. OR. PRESB.F. / ABSOLVTVM / A. REP. S. MDCCLXXV» ("Gli eredi di Giuliano Serragli, secondo le disposizioni testamentarie a favore dei sacerdoti oratoriani, fecero erigere quest’opera, completata a spese pubbliche nell’anno 1775"). Inoltre sui cartigli sui finestroni sopra i portali laterali si legge: «DEO AC DIVO PHILIPPO NERIO» ("A Dio e a San Filippo Neri") su quello della chiesa di San Filippo Neri a sinistra; «DEO IN HONOREM DIVI FLORENTII EPȊ.» ("A Dio, in onore di San Florenzio, vescovo") sulla porta dell'oratorio a destra, dedicato a san Fiorenzo.

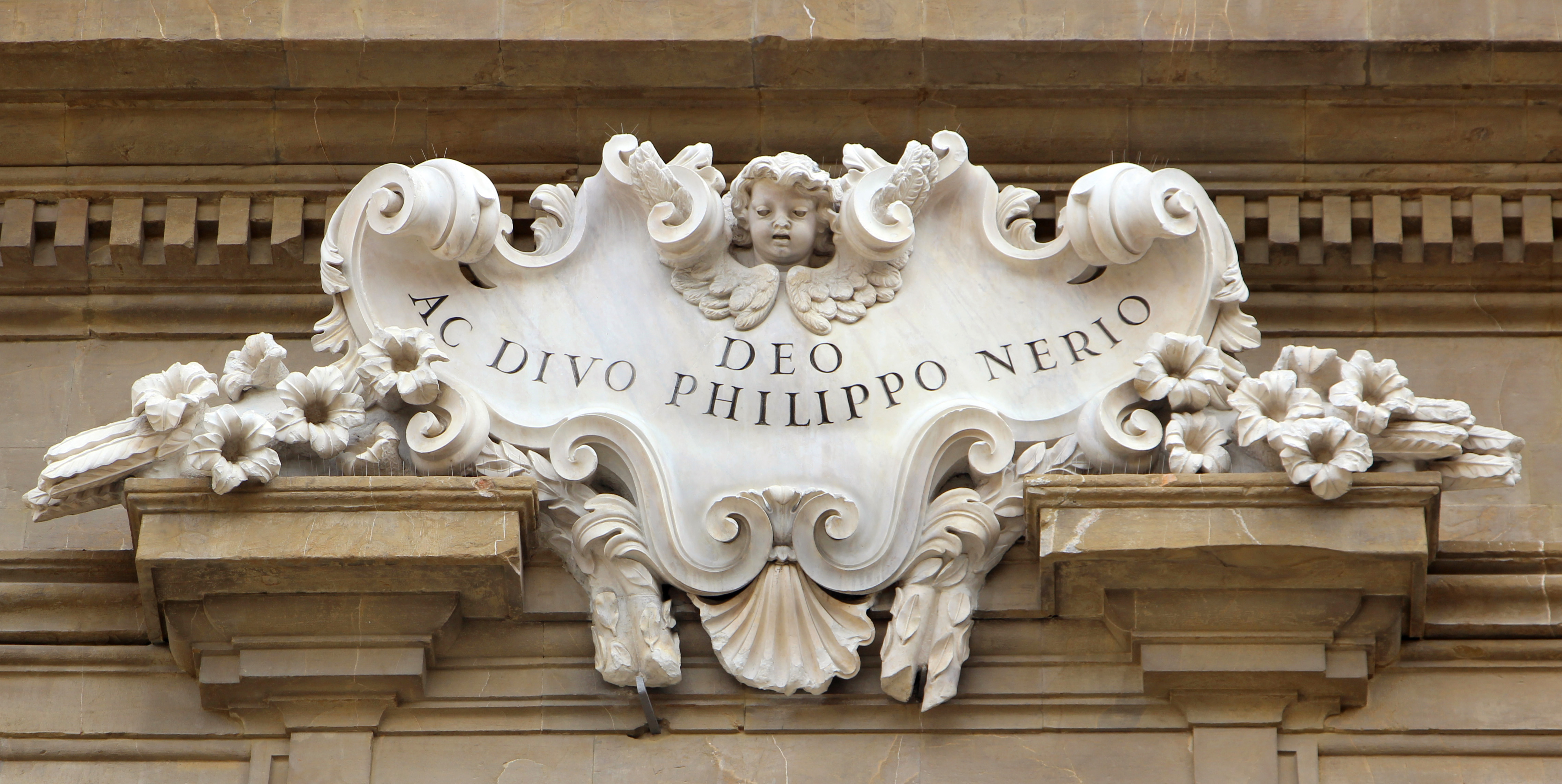
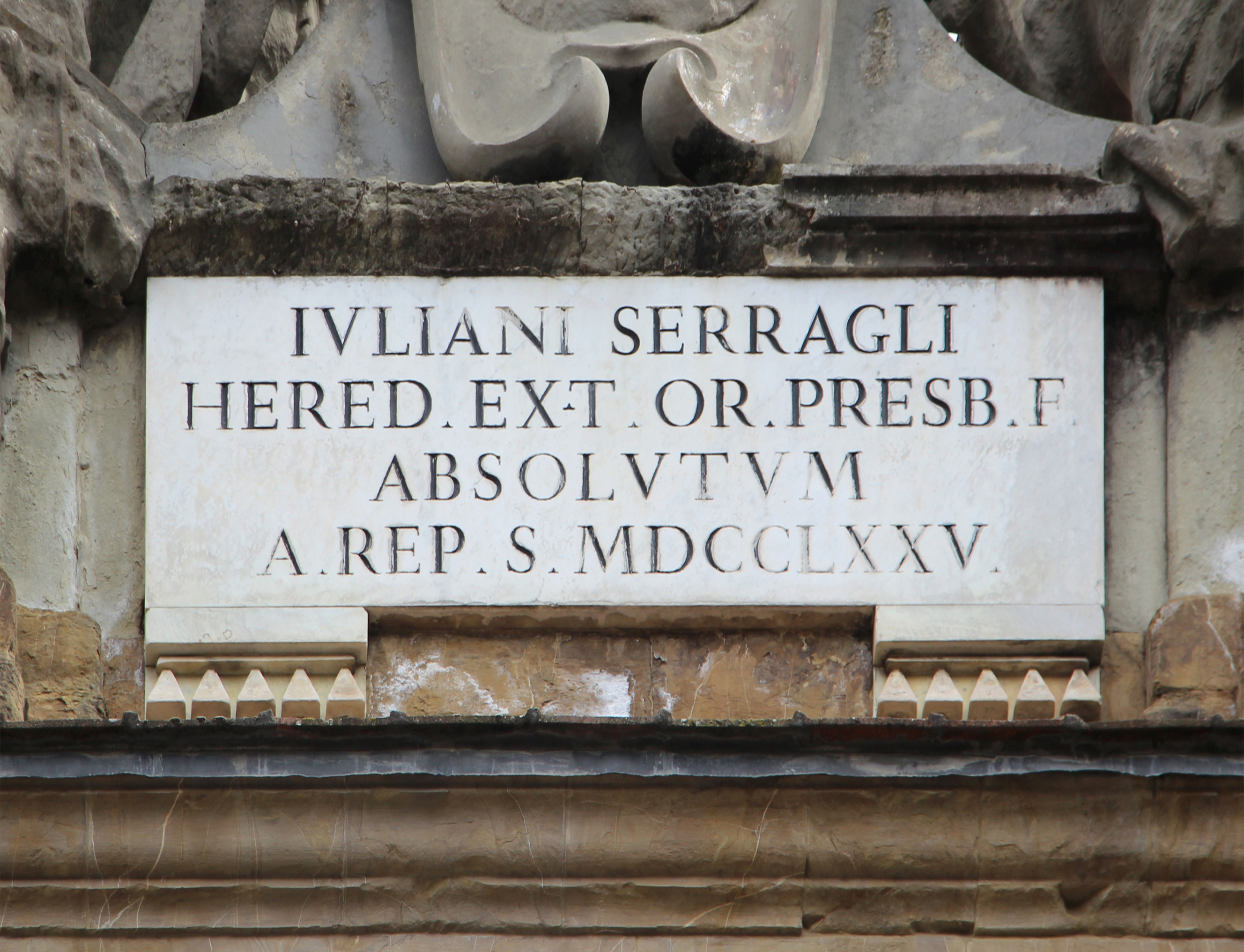
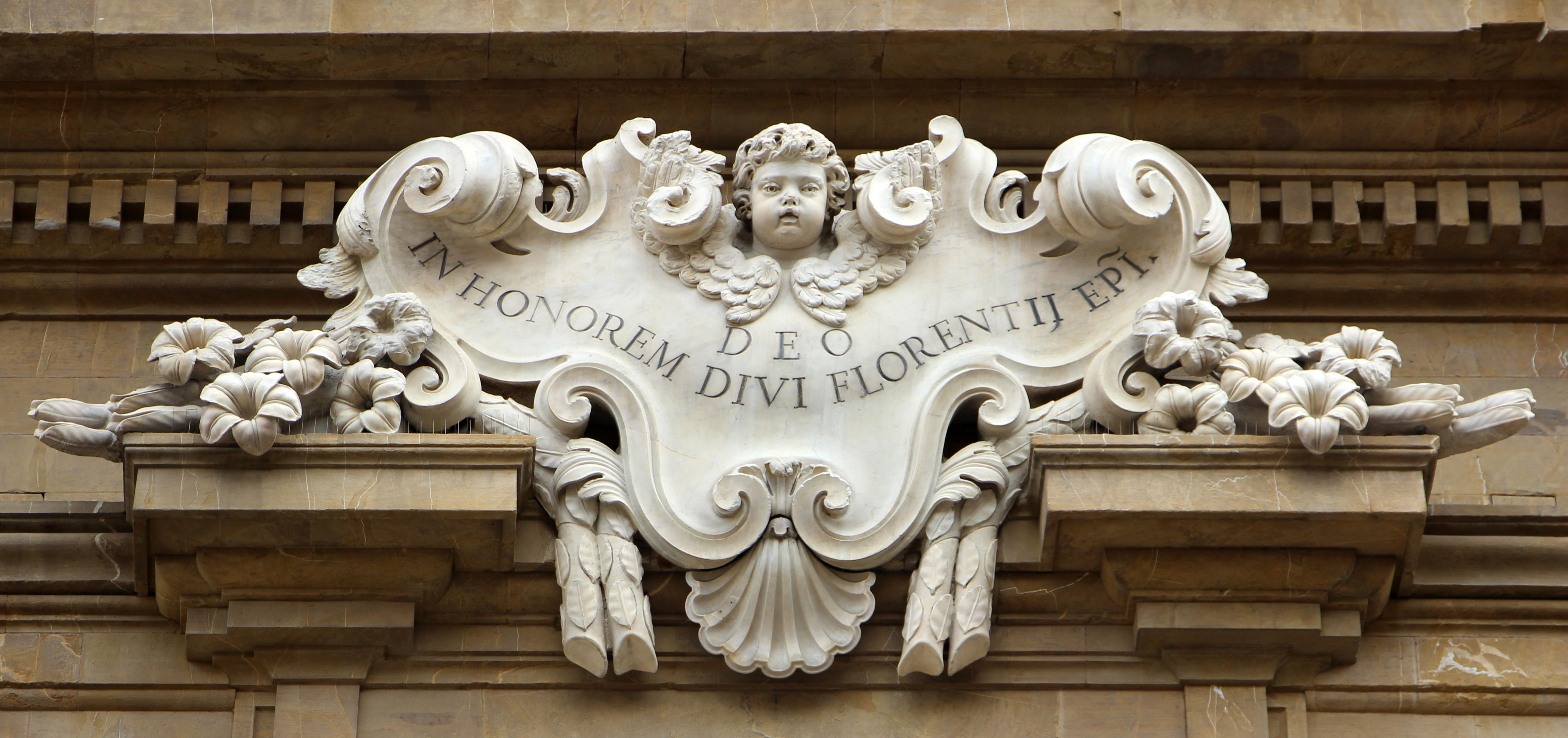

Su Borgo dei Greci una targa ricorda la donazione da parte delle famiglie di Mancini e dei Magalotti di alcuni terreni per costruire il primitivo oratorio:
| MAGALOTTI, ET MANCINI ECCLESIAE S.FLORENTII GEMINAS TVRRES DONARVNT, VT, QVAE,STANTES,ANTIQVITATEM, DIRVTAE,PIETATEM REDOLERENT ANNO DOMINI M.DCXXXXIII |

Traduzione: "I Magalotti e i Mancini donarono le torri gemelle della chiesa di San Fiorenzo affinché le torri ancora erette evocassero la pietà, così come quelle ormai in rovina ricordavano l’antichità. Anno del Signore 1643 ".
Poco più avanti, di fronte al n. 45 rosso, si trova una lapide dei Signori Otto, oggi illeggibile, ma nota da trascrizioni:
| LI SS. OTTO PĪBISC CHE.IN TORNO ALLA.CHIESA.DI.S FIR A BRACA 200 NON CI POSSA GIOCARE A PALLA PILLOTTA E PALLON GROSSO: ET,CHE INTRNO A ESSA CHIESA, NON SI FACCIA SPORCIZIE, NE IMMO NDIZIE,DI ALCVNA SORTE, ALLA PENA DI TRATTI DVA DI FVNE ET CATTVRA P CIA SCHEDÑO E CIASCHEDĀ VOL TA,COME P PARTITO DI LO RO SS SOTTO DI 9 9BRE 1622 |

La trascrizione in lingua corrente è: "I Signori Otto probiscono che attorno alla chiesa di San Firenze a braccia 200 non si possa giocare a palla, pilotta e pallone grosso, e che intorno a questa chiesa non si facciano sporcizie e immondizie di alcun tipo, alla pena di due tratti di fune e della cattura per ognuno e ciascuna volta, come per decisione dei lor Signori, 9 novembre 1622".
Una lapide simile, a tutela del decoro e della tranquillità dei religiosi, si trova anche in via Filippina, oggi illeggibile, ma trascritta da Francesco Bigazzi:
| I SIG. OTTO PROIBI SCONO CHE NON SI FACCIA BRUTTURE DI SORTA ALCUNA APPRESSO A BRACCIA 20 SOTTO PENA DI SCUDI 10 E 10 TRATTI DI CORDA |

Su via dell'Anguillara era presente anche un'iscrizione sulla buca delle elemosine che ancora esiste (oggi completamente abrasa):
| LIMOSINE PER IL LAVORIO DEI POVERI DELLA CONGREGAZIONE DI S. GIO . BATTISTA E.P I LAVORI |

## Note

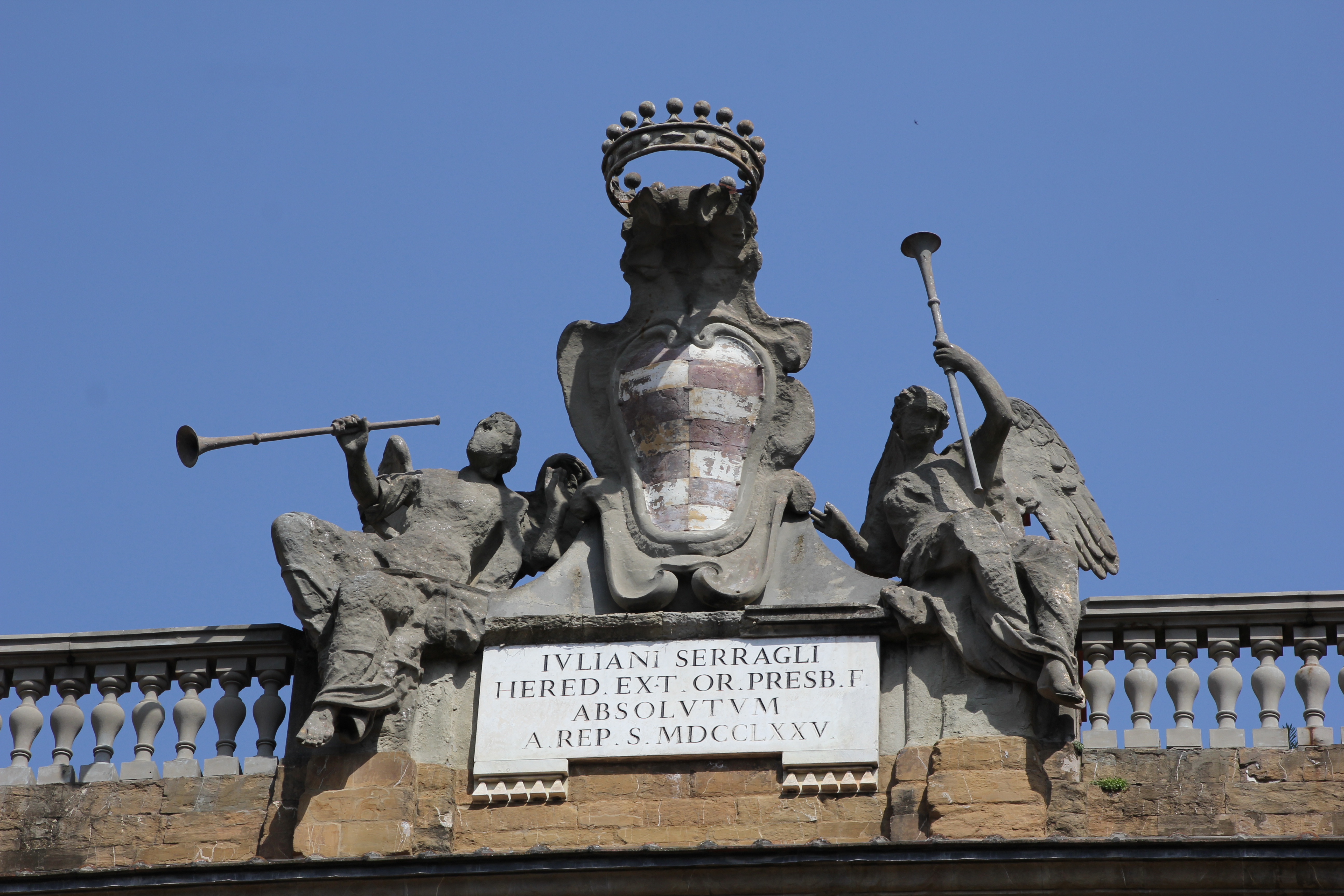
Lo stemma dei Serragli